# Kabaddi na Igrzyskach Azjatyckich 2014
Kabaddi na Igrzyskach Azjatyckich 2014 odbywało się w Songdo Global University Gymnasium w Inczon w dniach 28 września – 3 października 2014 roku. W zawodach męskich i żeńskich rywalizowało piętnaście zespołów.

## Podsumowanie

### Klasyfikacja medalowa
| Klasyfikacja medalowa | Klasyfikacja medalowa | Klasyfikacja medalowa | Klasyfikacja medalowa | Klasyfikacja medalowa | Klasyfikacja medalowa |
| Miejsce               | państwo               | Złoto                 | Srebro                | Brąz                  | Razem                 |
| --------------------- | --------------------- | --------------------- | --------------------- | --------------------- | --------------------- |
| 1                     | Indie                 | 2                     | 0                     | 0                     | 2                     |
| 2                     | Iran                  | 0                     | 2                     | 0                     | 2                     |
| 3                     | Bangladesz            | 0                     | 0                     | 1                     | 1                     |
| =                     | Pakistan              | 0                     | 0                     | 1                     | 1                     |
| =                     | Korea Południowa      | 0                     | 0                     | 1                     | 1                     |
| =                     | Tajlandia             | 0                     | 0                     | 1                     | 1                     |
| Razem                 | Razem                 | 2                     | 2                     | 4                     | 8                     |

### Medaliści
| Konkurencja | 1. miejsce | 2. miejsce | 3. miejsce                |
| ----------- | ---------- | ---------- | ------------------------- |
| Mężczyźni   | Indie      | Iran       | Korea Południowa Pakistan |
| Kobiety     | Indie      | Iran       | Tajlandia Bangladesz      |